# هیرواکی تاجیما
هیرواکی تاجیما (انگلیسی: Hiroaki Tajima؛ زادهٔ ۲۷ ژوئن ۱۹۷۴) بازیکن فوتبال اهل ژاپن است.
از باشگاه‌هایی که در آن بازی کرده‌است می‌توان به باشگاه فوتبال یوکوهاما و باشگاه فوتبال شیمیزو اس-پالس اشاره کرد.